# Sint-Pauluskerk (Utrecht)
De Sint-Pauluskerk was een rooms-katholieke kerk in Utrecht.
De Sint-Paulusparochie werd in 1932 opgericht op een plaats die destijds nog tot de gemeente Maartensdijk behoorde. De eerste jaren werd gebruikgemaakt van een noodkerk, die werd ontworpen door Hendrik Willem Valk. In 1936 werd begonnen met de bouw van de definitieve kerk aan de Linnaeuslaan in Tuindorp. Het ontwerp kwam van architect Giacomo Stuyt, zoon van de bekende, toen net overleden kerkarchitect Jan Stuyt. Voor Giacomo was dit echter de enige kerk die hij zelf ontwierp.
De Pauluskerk werd in 1972 verbouwd. In de jaren 1990 werd besloten dat de kerk te groot was voor de kleiner wordende parochie. Men verhuisde in 1993 naar de voormalige hervormde Willem de Zwijgerkerk, waarna de Pauluskerk werd afgebroken.